# (14824) 1985 CF2
(14824) 1985 CF2 là một tiểu hành tinh vành đai chính. Nó được phát hiện bởi Henri Debehogne ở Đài thiên văn La Silla ở Chile ngày 13 tháng 2 năm 1985.